# Port Wakefield
Port Wakefield (476 habitants) est un village à 96 km au nord
d'Adélaïde en Australie-Méridionale sur le golfe Saint Vincent.